# Maestà de Santa Maria dei Servi
La Maestà de Santa Maria dei Servi es una pintura en témpera y oro creada por Cimabue en su taller, datada en los años a.c.1280-1285, entre sus obras: Louvre Maestà (c.1280) por un lado y el Assisi frescos (1288-1292) y la Santa Trinita Maestà (c.1290-1300) en el otro. Ha sido nombrada luego de haber sido colgada en la iglesia de Santa Maria dei Servi en Bologna. 
Ha sido repintada posteriormente y tiene una inscripción de falsificación así como varias quemaduras de vela. Enrico Podio la restauró en 1936-1937 y Ottorino Nonfarmale en 1977. Cuando muchas otras pinturas reproduce un textil islámico, en particular la cinta delgada del tejido que cubre el borde superior del trono, con una inscripción pseudo-árabe cuyos "caracteres" son muy similares a aquellos en cerámicos sirios de la misma fecha ahora en la Victoria y Albert Museo.
Hasta 1885  fue considerada una pintura hecha por un artista anónimo. Muchos autores como Thode, Strzygowsi, Zimmermann, Aubert, Suida, Weigelt, Offner, Chiappelli, Supino, Venturi, Toesca, Berenson, Sandberg Vavalà, Lavagnino, Becherucci, Volpe, Venturoli, Tartuferi y Bellosi argumentaron que se trataba de un trabajo elaborado por Cimabue, aun así Sirén y Coletti era más dudoso. Salmi, Longhi, Ragghianti, Samek, Ludovici, Battisti, Bologna y Marques aceptaron la autoría de Cimabue pero argumentado por la participación pesada de su taller, Whilst Nicholson, Sinibaldi, Savini y Lazarev argumentaron que se trataba de un trabajo completamente de estudio. En 1949 Edward Garrison lo atribuyó a un "maestro Bolognense influido por Cimabue y Frey, Wackernagel, Furgoneta Marle, Mather, D'Ancona, Sindona y Soulier lo excluyó de la lista de trabajos de Cimabue.